# St. Peter und Paul (Kleinbüllesheim)

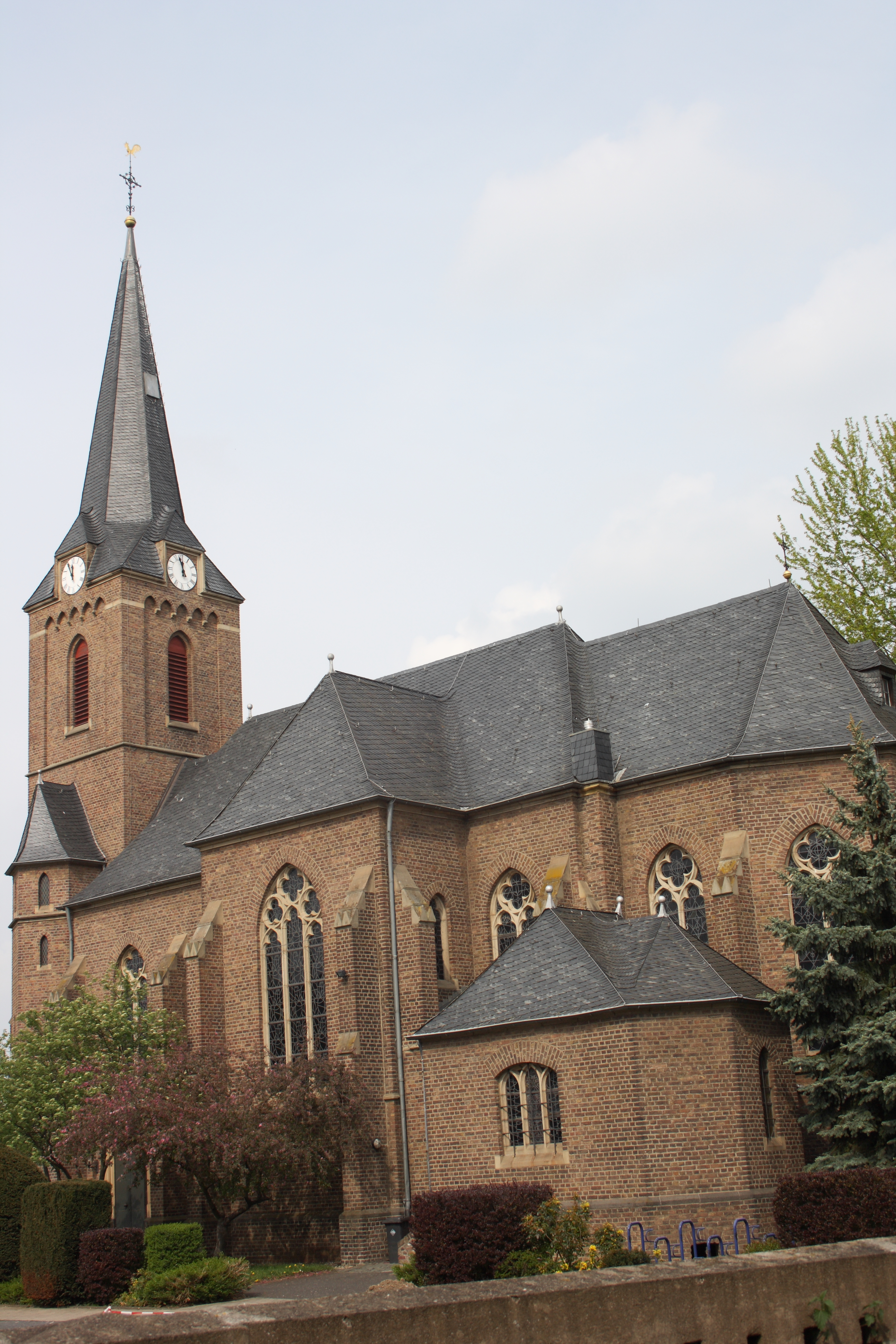
Kirche St. Peter und Paul in Kleinbüllesheim

Die katholische Pfarrkirche St. Peter und Paul in Kleinbüllesheim, einem Stadtteil von Euskirchen im Kreis Euskirchen in Nordrhein-Westfalen, wurde 1906/07 errichtet. Die den Aposteln Petrus und Paulus geweihte Kirche ist ein geschütztes Baudenkmal.

## Geschichte
Als die alte Kirche, heute die Griechisch-orthodoxe Kirche Johannes der Täufer, zu Beginn des 20. Jahrhunderts baufällig geworden war, entschloss man sich, eine neue Kirche zu errichten. Die neue Kirche St. Peter und Paul wurde am 21. August 1907 geweiht und die wichtigsten Ausstattungsstücke wurden von der alten Kirche in die neue übertragen.

## Architektur
Die Kirche wurde nach Plänen des Kölner Diözesanbaumeisters Franz Statz in neugotischen Stilformen errichtet. Der Backsteinbau auf kreuzförmigem Grundriss hat einen leicht eingezogenen, dreiseitig geschlossenen Chor mit einem Sakristeianbau an der Südseite. Schlanke, einmal abgetreppte Strebepfeiler gliedern die Fassade.
Der vorgelagerte, viergeschossige Turm im Westen besitzt an allen vier Seiten rundbogige Klangarkaden im Glockengeschoss und schließt mit einem spitzen, achtseitigen Helm. Der Kirchenraum wird durch zweibahnige, spitzbogige Maßwerkfenster erhellt. Der Innenraum wird von einem Kreuzrippengewölbe gedeckt, das sich auf Blattkonsolen stützt. Im Chor sind dreiviertelrunde Eckdienste mit Blattkapitellen vorhanden. Ein spitzbogiger Triumphbogen verbindet das Kirchenschiff mit dem Chor.

## Ausstattung
Der neugotische Hochaltar wurde 1997 aufgestellt. Zu dieser Zeit wurden auch Ambo, Volksaltar und das Taufbecken aus grauem Stein neu angeschafft.

### Orgel
Im Jahr 2004 wurde eine historische Orgel der Firma Klais in Bonn eingebaut. Sie wurde ursprünglich 1886/87 für das Collegium Josephinum in Bonn gefertigt. Sie wurde dann 1922 ins Kloster Geistingen verkauft. Nach Auflösung des Klosters wurde sie von der Firma Orgelbau Schulte angekauft und restauriert. Das Instrument hat 11 Register auf zwei Manualen und Pedal. Die Spiel- und Registertrakturen sind mechanisch. Sie ist als Opus 10 eine der ältesten Klais-Orgeln.
| I Hauptwerk C– |           |       |
| 1.             | Prinzipal | 8′    |
| 2.             | Flöte     | 8′    |
| 3.             | Oktave    | 4′    |
| 4.             | Quinte    | 2 ⁄3′ |
| 5.             | Oktave    | 2′    |
| 6.             | Trompete  | 8′    |

| II Nebenwerk C– |            |    |
| 7.              | Gedackt    | 8′ |
| 8.              | Salicional | 8′ |
| 9.              | Zartflöte  | 4′ |

| Pedal C– |           |     |
| 10.      | Subbass   | 16′ |
| 11.      | Oktavbass | 8′  |

- Koppeln: II/I, I/P, II/P

### Glocken
Die drei Glocken stammen aus dem Jahr 1949. Sie wurden bei der Firma Bochumer Verein gegossen und sind auf g‘-a‘-h‘ gestimmt (Pater-Noster-Motiv).